# Сантана-дус-Гарротис
Сантана-дус-Гарротис (порт. Santana dos Garrotes) — муниципалитет в Бразилии, входит в штат Параиба. Составная часть мезорегиона Сертан штата Параиба. Входит в экономико-статистический микрорегион Пианко. Население составляет 7747 человек на 2006 год. Занимает площадь 353,813 км². Плотность населения — 21,9 чел./км².
Праздник города — 22 декабря.

## История
Город основан в 1961 году.

## Статистика
- Валовой внутренний продукт на 2003 год составляет 16 462 203,00 реалов (данные: Бразильский институт географии и статистики).
- Валовой внутренний продукт на душу населения на 2003 год составляет 2108,11 реалов (данные: Бразильский институт географии и статистики).
- Индекс развития человеческого потенциала на 2000 год составляет 0,619 (данные: Программа развития ООН).